# Pseudomyrmex tenuissimus
Pseudomyrmex tenuissimus är en myrart som först beskrevs av Carlo Emery 1906.  Pseudomyrmex tenuissimus ingår i släktet Pseudomyrmex och familjen myror. Inga underarter finns listade i Catalogue of Life.

## Bildgalleri

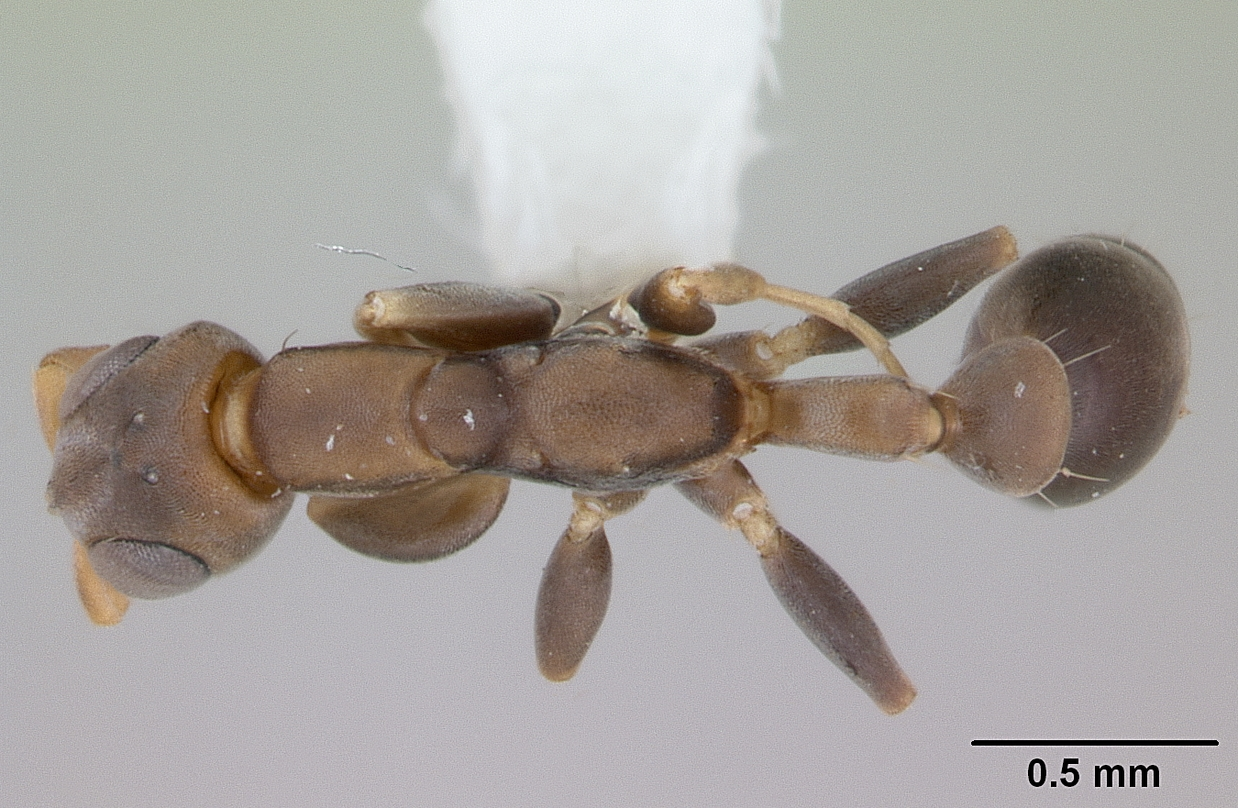
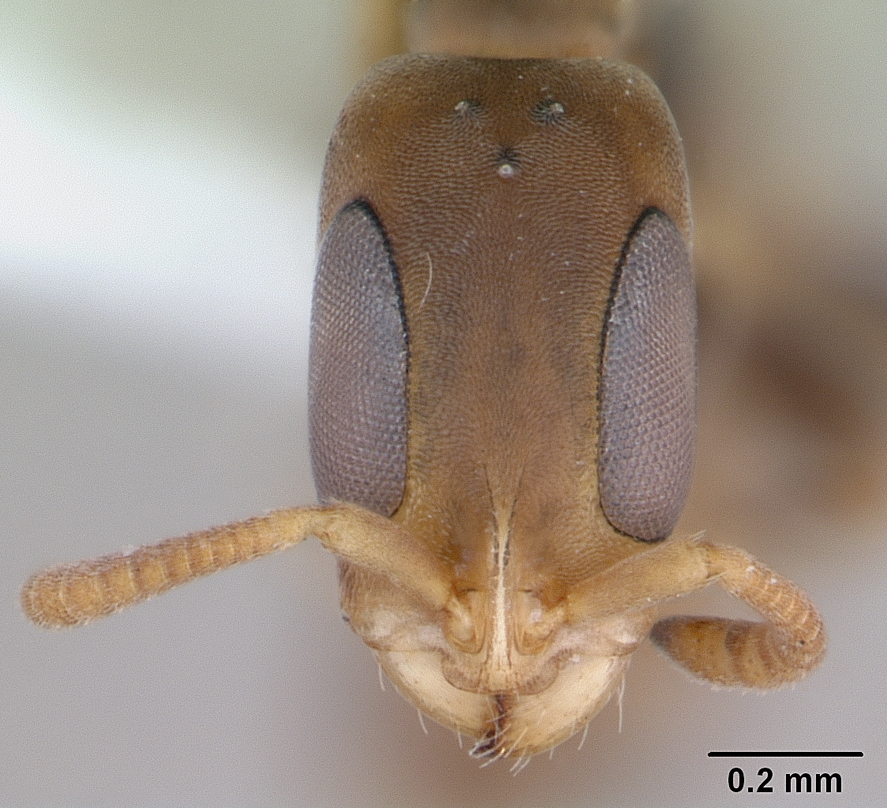
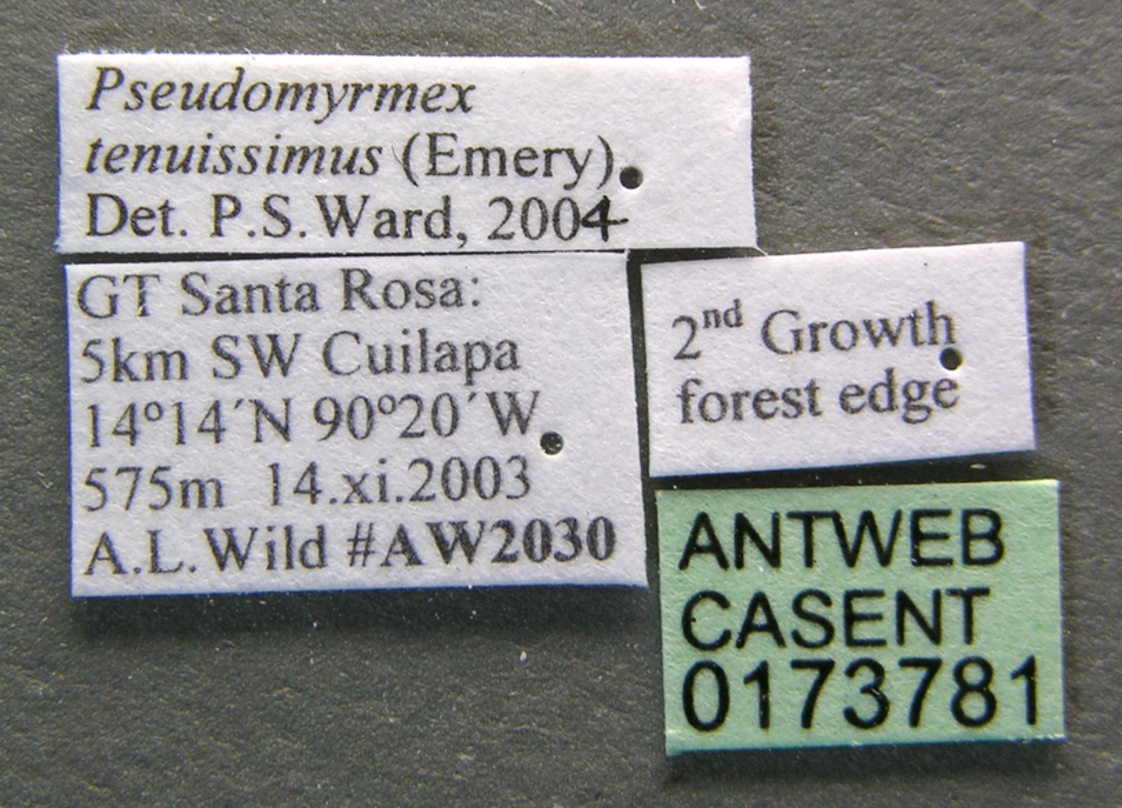
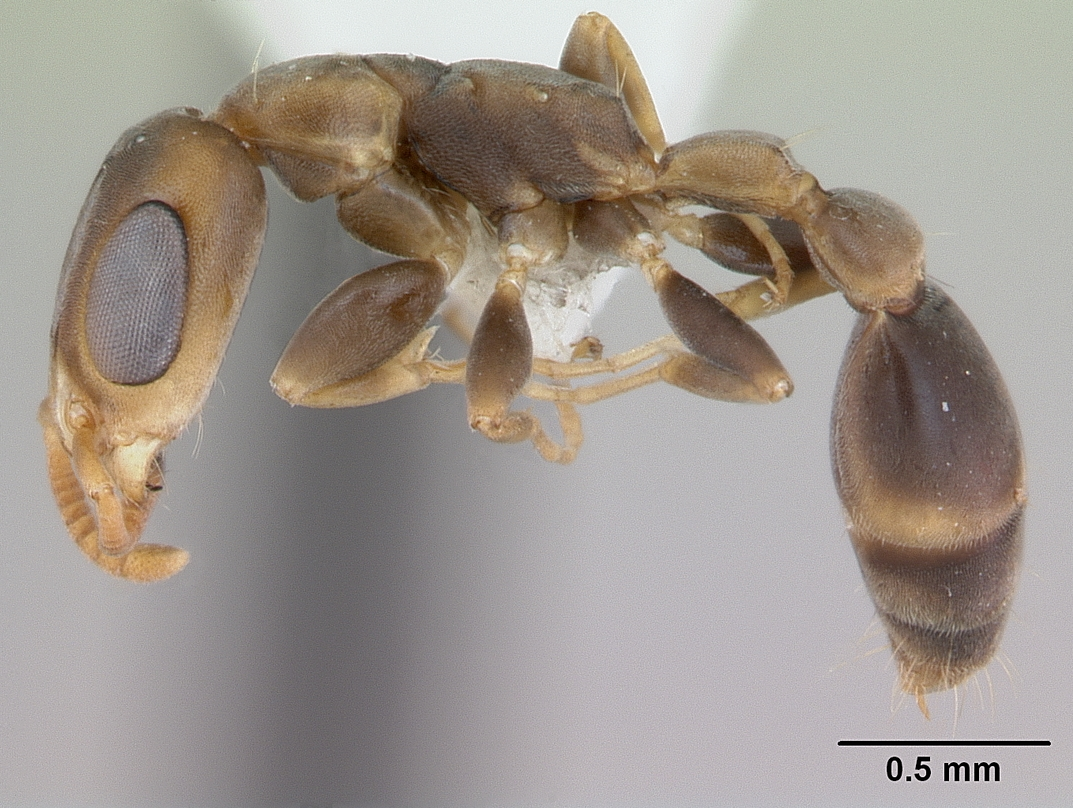
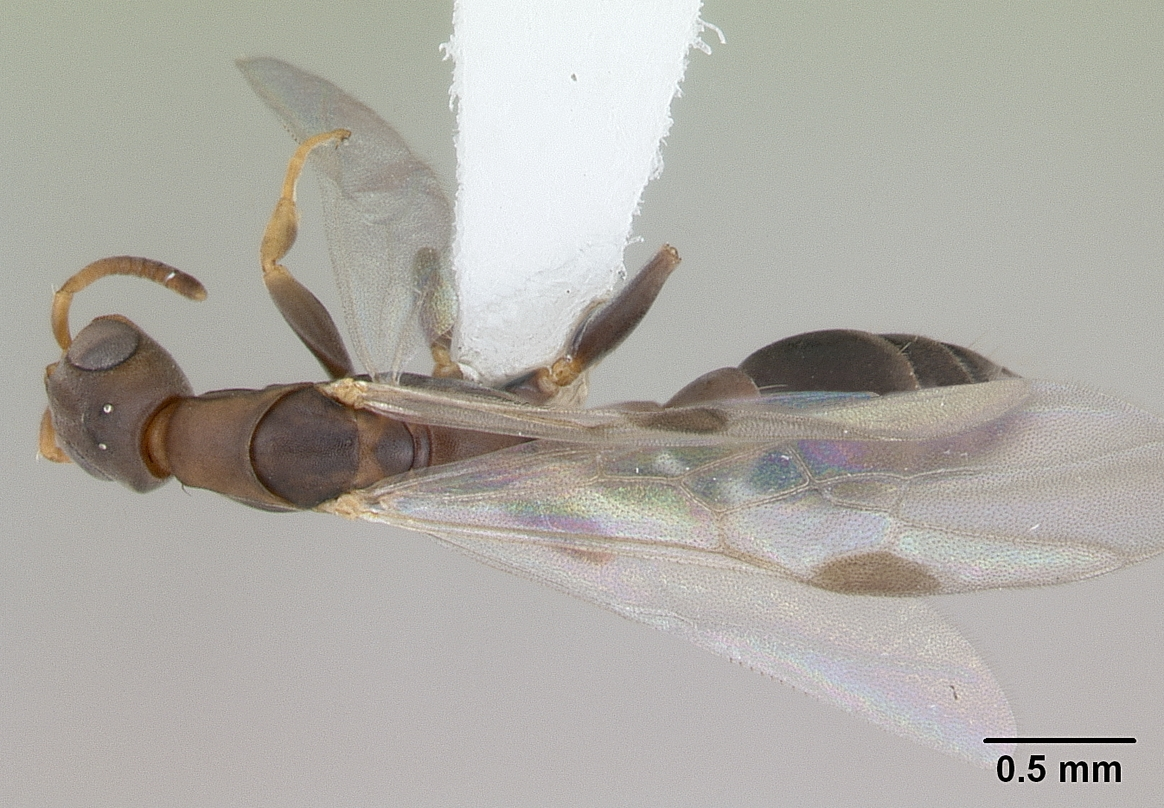
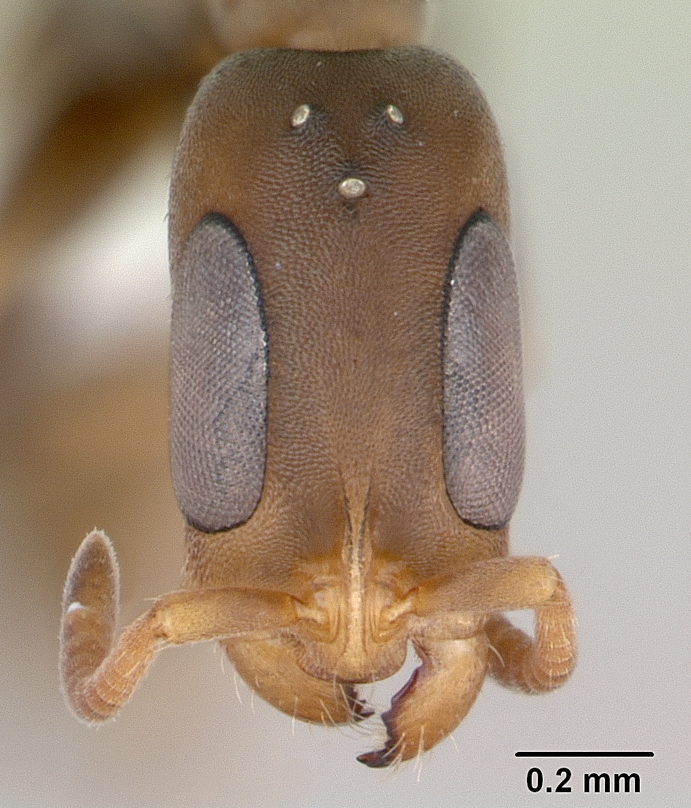